# Tenpō Tsūhō

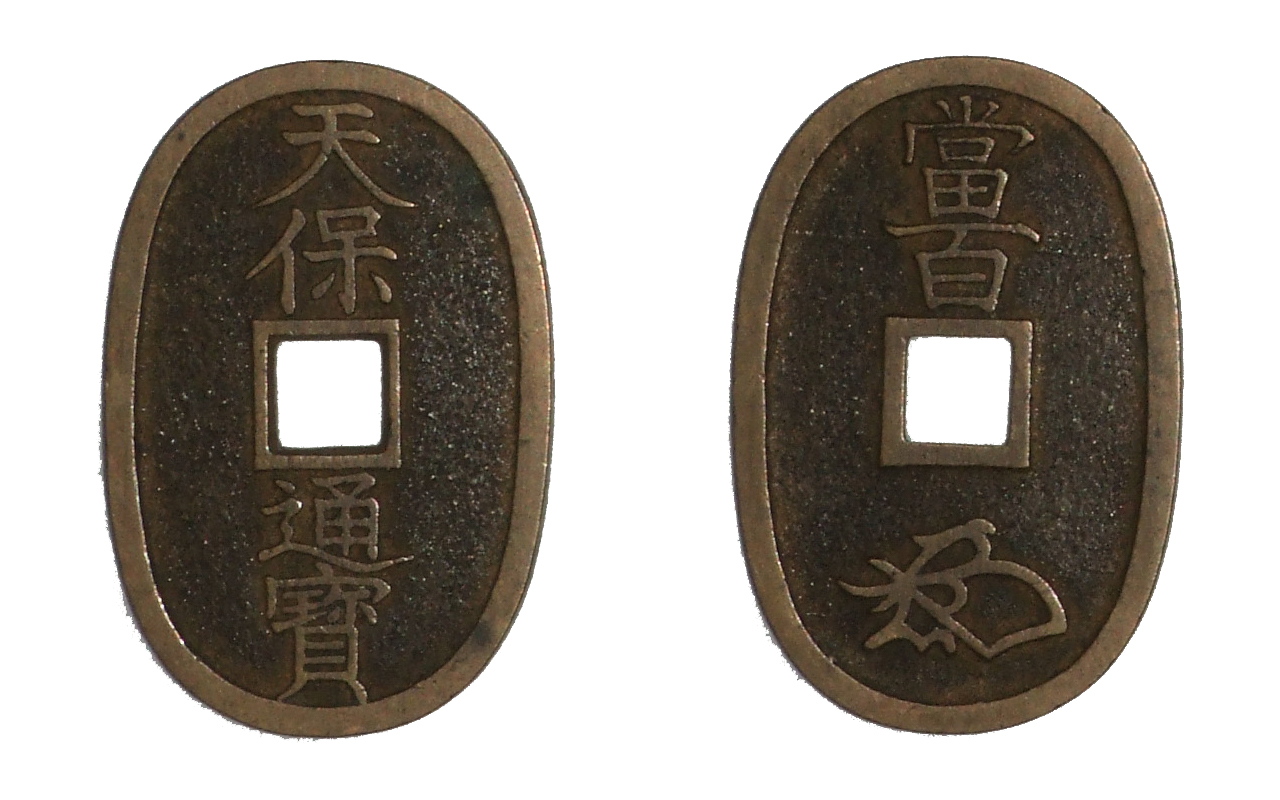
De Tenpō Tsūhō (天保通寳) was een ellips-vormige munt met een nominale waarde van 100 mon.

De Tenpō Tsūhō (Kyūjitai: 天保通寳 ; Shinjitai: 天保通宝) is een Japans muntstuk uit de Edoperiode met een nominale waarde van 100 mon, geïntroduceerd in 1835 (Nengō: Tenpō 6). De naam Tenpō (天保) is een verwijzing naar de nengō (Japanse jaartelling) waarin de munt voor het eerst was geslagen en Tsūhō (通寳) betekent “circulerende schat”, De Kaō (oftewel de gestileerde handtekening) is dat van Gotō San'emon, een lid van de Gotō clan die de Kinza munthuis voor het Tokugawa-shogunaat beheerde. De Gotō clan waren de afstammelingen van Gotō Shozaburo Mitsutsugu, een metaalwerker en graveerder uit Kioto die in 1601 door de shogun Tokugawa Ieyasu was verkozen om het munthuis en de productie van al het muntgeld van het Tokugawa-shogunaat te overzien. Alle moedermunten werden in Edo (huidig Tokio) geproduceerd om ervoor te zorgen dat alle Tenpō Tsūhō-munten uniform waren, maar de provinciale munthuizen zetten hun eigen muntteken of shirushi (印) op elke munt. Het muntstuk circuleerde gedurende 35 jaar tot de vroege Meijiperiode, waarna het vervangen werd door de munten van de Japanse yen. Vandaag de dag worden Tenpō Tsūhō-munten gezien als “geluksmunten” en verzameld door muntverzamelaars.
Tijdens de Edoperiode was de Tenpō Tsūhō vervaardigd uit een legering van 78% koper, 12% lood en 10% tin.

## Geschiedenis

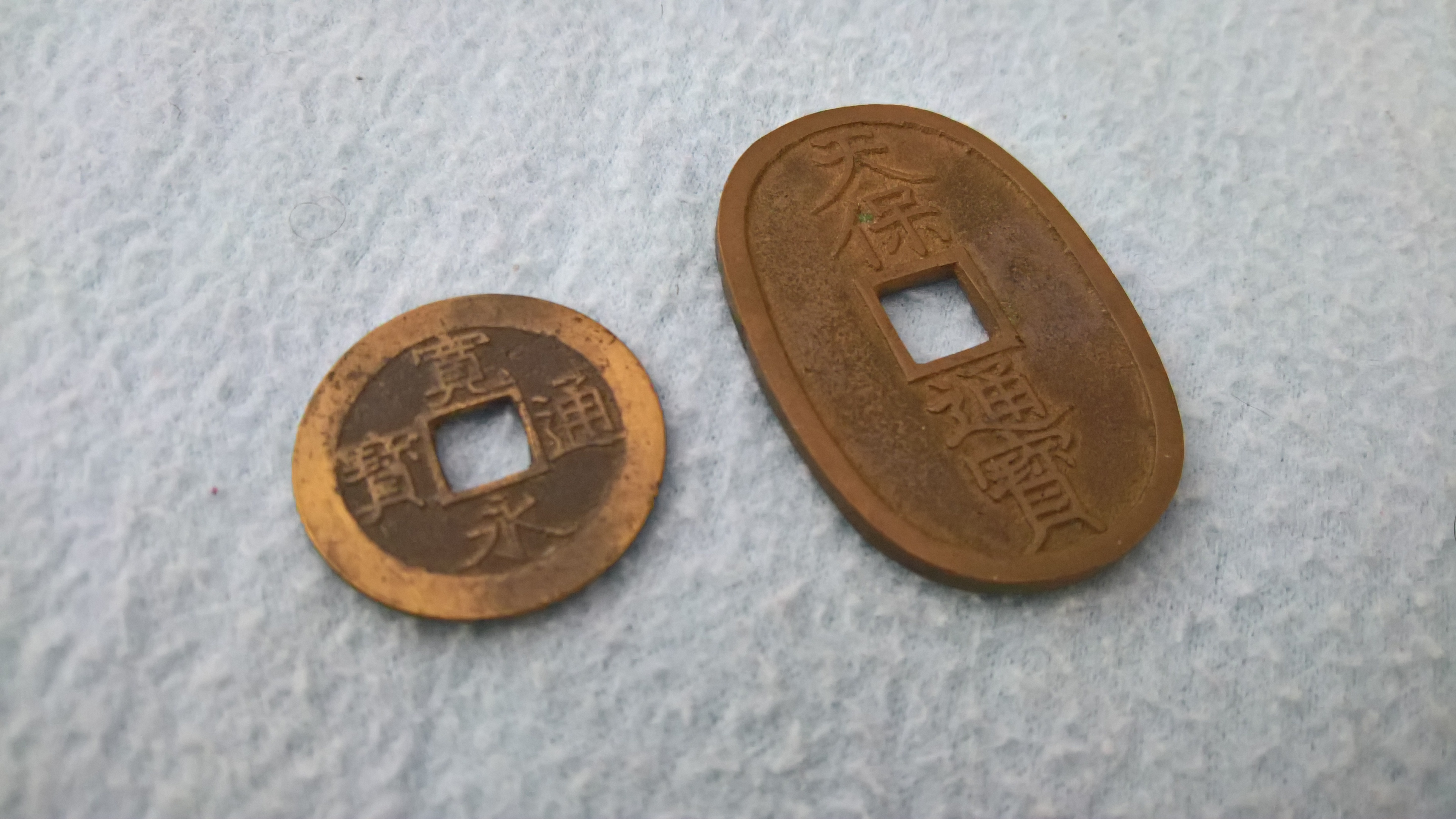
De Tenpō Tsūhō van 100 mon naast een munt met een nominale waarde van 4 mon.

De Tenpō Tsūhō was ongeveer een eeuw na de eerdere Hōei Tsūhō (Kyūjitai: 寳永通寳 ; Shinjitai: 宝永通宝) geïntroduceerd, een munt met de nominale waarde 10 mon uit 1708 (Hōei 5) die slechts een intrinsieke waarde van 3½ mon had. De productie van de Hōei Tsūhō werd snel stopgezet nadat de marktwaarde van de munt lager dan de nominale waarde werd.
Het Tokugawa-shogunaat begon de productie van het 100 mon muntstuk in 1835 om tegen fiscale tekorten te vechten, maar door de muntverzwakking van het koper leidde dit tot inflatie omdat de Tenpō Tsūhō maar vijf en een half keer zoveel koper bevatte als een Kan’ei Tsūhō-muntstuk van 1 mon. De inflatie die Japan door de introductie van deze munt ervoer is vergelijkbaar met de inflatie in de Qing-China nadat kèpèngs van hoge nominale waarden waren geïntroduceerd om de strijd tegen het Hemels Koninkrijk van de Volmaakte Vrede te bekostigen in 1853 en de inflatie in Joseon-Korea die door een munstuk van 100 mun werd veroorzaakt in 1866. Maar in tegenstelling tot de Chinese en Koreaanse muntstukken die beide korter dan een jaar werden geproduceerd, bleef de Tenpō Tsūhō tot het einde van Edoperiode geslagen worden. Ondanks de hoge nominale waarde was de marktwaarde van de Tenpō Tsūhō relatief laag en werd de munt slechts voor 80 mon geaccepteerd aan het einde van het Bakumatsu-tijdperk in 1869, terwijl de munt zelf het meeste voorkomende muntstuk in circulatie was en 65% van alle circulerende mon-munstukken omvatte.
Tussen 1835 en 1870 was er een oplage van 484.804.054 Tenpō Tsūhō-munten.
Vanaf 1862 produceerde het Satsuma-domein een gelijkwaardige munt met een nominale waarde van 100 mon die identiek aan de Tenpō Tsūhō was, maar de inscriptie Ryūkyū Tsūhō (Kyūjitai: 琉球通寳 ; Shinjitai: 琉球通宝) droeg en die zogenaamd voor het koninkrijk Riukiu was geslagen. In werkelijkheid waren deze munten geslagen om van de hoge schulden van het Satsuma-domein af te komen en meer goud en zilver in ruil voor koper te krijgen. Dat lukte en de Ryūkyū Tsūhō-munten begonnen over heel Japan te circuleren.

## Trivia
- Tijdens de jaren 50 van de twintigste eeuw was er een muntverzamelrage in Japan, die het bedrijf Ezaki Glico inspireerde om Tenpō Tsūhō-munten als prijzen weg te geven voor mensen die genoeg punten uit Ezaki Glico karamel dozen hadden verzameld. Het bedrijf raakte al snel door al hun echte Tenpō Tsūhō-munten heen en begon toen nep Tenpō Tsūhō-munten te maken om de prijzen te blijven uitreiken. Deze nep-munten hebben diepere inscripties op de achterkant. Vandaag de dag zijn deze imitatiemunten van Glico meer waard dan de originele omdat zij schaarser zijn.[21]

- Een Tenpō Tsūhō-munt is een verzamelvoorwerp in het Amerikaanse videospel Tomb Raider uit 2013, waar de munt in het niveau Yamatai in een bunker gevonden kan worden.[22][23]

- Er zijn Tenpō Tsūhō-munten die voor zoveel als ¥ 300.000 verkopen als zij een zeldzaam muntteken dragen, maar over het algemeen verkopen de munten voor rond de drie euro.[24][25]